# Koubia (Präfektur)

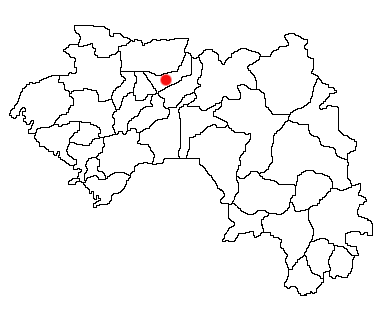
Lage von Stadt und Präfektur Koubia in Guinea

Koubia ist eine Präfektur in der Region Labé in Guinea mit etwa 113.000 Einwohnern. Wie alle guineischen Präfekturen ist sie nach ihrer Hauptstadt, Koubia, benannt.

## Geographie
Die Präfektur liegt im Norden des Landes im Bergland von Fouta Djallon. Sie grenzt an Mali und umfasst eine Fläche von 1.480 km².